# Attentato al volo LY 444
L'attentato al volo LY 444 sulla tratta Roma-Tel Aviv, operato per la compagnia area di bandiera israeliana El Al da un Boeing 707 con 140 passeggeri e 8 membri dell’equipaggio (com.te pil. Yehuda Fuks), fu un'azione terroristica perpetrata sui cieli italiani il 16 agosto 1972.

## Storia
Il velivolo era partito dallo scalo romano con circa 20 minuti di ritardo quando, a seguito di una esplosione avvenuta nel vano bagagli (blindato) ed il conseguente principio di incendio scaturitovi, fu costretto ad invertire la propria rotta 10 minuti dopo il decollo mentre stava già sorvolando il mar Mediterraneo ad una quota di 14 700 piedi (4 480,6 m), costringendolo a rientrare a Roma-Fiumicino con danni alla fusoliera, al portellone di carico e due feriti tra i passeggeri a bordo: Brigida Volsi, cittadina svizzera di Locarno, e un non meglio identificato cittadino statunitense; altri riporteranno escoriazioni nella discesa dagli scivoli d'emergenza al momento di abbandonare l'aereo.
L'ordigno era stato nascosto all'interno di un mangiadischi (stante all'inchiesta giudiziaria, mentre secondo altre fonti, soprattutto giornalistiche, viene descritto come un mangianastri) di due ignare ragazze inglesi: Ruth Watkin di Newcastle e Audrey Walton di Middlesbrough, entrambe di 18 anni, regalato loro da due terroristi palestinesi conosciuti da poco a Roma e coi quali avevano trascorso qualche giorno di vacanza. Essi, approfittandosi dell'amicizia delle due, vi avevano celato un congegno esplosivo collegato ad un barometro.

### Indagini
Il 19 agosto scattano gli arresti dei due terroristi, che alle ragazze avevano detto di essere prima iraniani, poi pachistani ed infine indiani, dando loro le false generalità di Safai Khosrov and Gamandarian Kayhavous. In realtà sono Zaid Ahmed, cittadino iracheno, nato a Baghdad il 31 luglio del 1948, studente a Perugia e capo dell'Unione Generale degli Studenti Palestinesi (GUPS), e Adnan Alì Hashem, cittadino giordano nato a Irbid nel 1943; i due il 12 febbraio 1973, ottenuta la libertà provvisoria, fanno perdere le loro tracce.
Verranno indagate anche altre due persone in qualità di complici: Tarif al-Sarraw (che risulterà estraneo ai fatti) e Omar K. Marwan, ovvero l'artificiere che avrebbe materialmente confezionato il congegno esplosivo, dandosi immediatamente "alla macchia" senza essere mai più ritrovato.

## Filmografia
La vicenda ispirò il regista Dino Risi nell'episodio Senza parole del film I nuovi mostri del 1977, dove il mangiadischi-bomba viene regalato ad una avvenente assistente di volo, interpretata da Ornella Muti.